# Paratrissocladius lawrencensis
Paratrissocladius lawrencensis är en tvåvingeart som beskrevs av Peter Scott Cranston och Oliver 1988. Paratrissocladius lawrencensis ingår i släktet Paratrissocladius och familjen fjädermyggor.
Artens utbredningsområde är Ontario. Inga underarter finns listade i Catalogue of Life.